# Politiek in Borne
De Overijsselse gemeente Borne wordt bestuurd vanuit het gemeentehuis aan het Rheineplein. Burgemeester van Borne is Jan Pierik.

## Lijst van burgemeesters
| Ambtsperiode | Naam burgemeester                                       | Partij of stroming | Bijzonderheden                                                         |
| ------------ | ------------------------------------------------------- | ------------------ | ---------------------------------------------------------------------- |
| 1811 - 1843  | mr. Willem Christiaan Lantman                           |                    | aanvankelijk maire, later achtereenvolgens schout en burgemeester      |
| 1843 - 1855  | Jan Bussemaker Berendszoon                              |                    | was burgemeester van Tubbergen                                         |
| 1855 - 1879  | Jurriaan Jacob van Cleeff                               |                    |                                                                        |
| 1879 - 1885  | G.A. van Dijck                                          |                    | werd burgemeester van Ambt Hardenberg                                  |
| 1885 - 1925  | jhr. Egon Johannes Josephus Stephanus von Bönninghausen | RKSP               |                                                                        |
| 1925 - 1942  | Petrus Antonius Schaepman                               | RKSP               | voorheen burgemeester van Angerlo                                      |
| 1941 - 1942  | mr. G.E. Klein Nagelvoort                               |                    | waarnemend                                                             |
| 1942 - 1943  | A. Dik                                                  |                    | waarnemend                                                             |
| 1943 - 1946  | Jan van den Toren                                       |                    |                                                                        |
| 1945         | W.H.C.J.M. van de Sandt                                 |                    | waarnemend                                                             |
| 1945 - 1946  | C.J.N. de Graaff                                        |                    | waarnemend, later burgemeester van Voorhout                            |
| 1946 - 1958  | H.B.A. Kaufmann                                         |                    |                                                                        |
| 1958 - 1966  | drs. J.W.J.M. van Bemmel                                |                    | was burgemeester van Heino                                             |
| 1966 - 1967  | Gustav Adolpf Roger von Piekartz                        | KVP                | waarnemend, oud-gedeputeerde van de provincie Overijssel               |
| 1967 - 1973  | mr. Cees (C.P.M.) Bevers                                | KVP                | werd burgemeester van Hengelo (Ov.)                                    |
| 1974 - 1987  | mr. Koen (K.Th.M.) Hehenkamp                            | KVP, CDA           | was tegelijkertijd voorzitter van de KNLTB, werd burgemeester van Uden |
| 1988 - 1998  | mr. Maarten (M.) Vunderink                              | VVD                | was burgemeester van Vorden                                            |
| 1998 - 2000  | mr. Frederik J. (Ed) Tjaberings                         | PvdA               | waarnemend, oud-burgemeester van Meppel                                |
| 2000 - 2009  | Cees (C.G.A.A.) Brekelmans                              | PvdA               | was wethouder van Deventer                                             |
| 2009 - 2019  | mr. drs. Rob (R.G.) Welten                              | CDA                | was wethouder van Oldenzaal                                            |
| 2019 - 2020  | ing. Gerard (G.J.) van den Hengel MBA                   | VVD                | waarnemend, was tot 2018 wethouder van Barneveld                       |
| 2020 - heden | drs. Jan (J.H.R.) Pierik                                | PvdA               |                                                                        |

## College van burgemeester en wethouders
Het college van burgemeester en wethouders wordt sinds de verkiezingen van 2022 gevormd door de drie wethouders. De partijen CDA, VVD en Borne-Nu leveren elk een wethouder. Het betreft een minderheidscollege. Voorzitter van het college is burgemeester Jan Pierik.

## Gemeenteraad

### 2014 - 2018
Aan de gemeenteraadsverkiezingen van 19 maart 2014 namen in Borne acht politieke partijen deel, waarvan twee lokale. Bij de verkiezingen werd het CDA met 22,3% van de stemmen grootste partij, gevolgd door de twee lokale partijen GB'90 en Borne-Nu. Deze laatste partij, die gevormd werd door afsplitsingen uit de PvdA en het CDA, namen voor het eerst deel aan deze verkiezingen. De SP, VVD en D66 behaalden elk twee zetels, de PvdA vult de laatste plek. Ook GroenLinks nam, voor het eerst sinds 1998, deel aan de verkiezingen, maar behaalde geen zetel.

### 2018 - 2022
De gemeenteraad van Borne bestaat uit negentien zetels. Aan de gemeenteraadsverkiezingen van maart 2018 namen zeven partijen deel, waarvan twee lokale. Bij de verkiezingen werd het CDA met 23,0% van de stemmen grootste partij, gevolgd door de lokale partij GB'90. GroenLinks en de PvdA namen met een gezamenlijke lijst deel.
|  | Christen-Democratisch Appèl (CDA)             | 2.173 | 22,3% | 5 | 2.431 | 23,0% | 5 | +0,7%  | 0  |
|  | Gemeentebelangen 1990 (GB'90)                 | 1.797 | 18,5% | 4 | 2.126 | 20,1% | 4 | +1,6%  | 0  |
|  | Volkspartij voor Vrijheid en Democratie (VVD) | 963   | 9,9%  | 2 | 1.563 | 14,8% | 3 | +4,9%  | +1 |
|  | Borne-Nu                                      | 1.399 | 14,4% | 3 | 1.366 | 12,9% | 2 | -1,5%  | -1 |
|  | GroenLinks / Partij van de Arbeid (GL/PvdA)   |       |       |   | 1.297 | 12,2% | 2 | +12,2% | +2 |
|  | Socialistische Partij (SP)                    | 1.256 | 12,9% | 2 | 1.105 | 10,4% | 2 | -1,5%  | 0  |
|  | Democraten 66 (D66)                           | 884   | 9,1%  | 2 | 701   | 6,6%  | 1 | -2,5%  | -1 |
|  | Partij van de Arbeid (PvdA)                   | 862   | 8,9%  | 1 |       |       |   | -8,9%  | -1 |
|  | GroenLinks (GL)                               | 399   | 4,1%  | 0 |       |       |   | -4,1%  | 0  |

### Historische zetelverdeling
| Zetelverdeling | Zetelverdeling                                | Zetelverdeling | Zetelverdeling | Zetelverdeling | Zetelverdeling | Zetelverdeling | Zetelverdeling | Zetelverdeling | Zetelverdeling | Zetelverdeling | Zetelverdeling |
| Partij         | Partij                                        | 1982           | 1986           | 1990           | 1994           | 1998           | 2002           | 2006           | 2010           | 2014           | 2018           |
| -------------- | --------------------------------------------- | -------------- | -------------- | -------------- | -------------- | -------------- | -------------- | -------------- | -------------- | -------------- | -------------- |
|                | Christen-Democratisch Appèl (CDA)             | 8              | 9              | 7              | 7              | 7              | 6              | 5              | 5              | 5              | 5              |
|                | Gemeentebelangen 1990 (GB'90)                 | –              | –              | 5              | 4              | 4              | 5              | 6              | 7              | 4              | 4              |
|                | Volkspartij voor Vrijheid en Democratie (VVD) | 3              | 3              | 2              | 2              | 2              | 2              | 1              | 2              | 2              | 3              |
|                | Borne-Nu1                                     | –              | –              | –              | –              | –              | –              | –              | –              | 3              | 2              |
|                | GroenLinks / Partij van de Arbeid (GL/PvdA)   | –              | –              | –              | –              | –              | –              | –              | –              | –              | 2              |
|                | Socialistische Partij (SP)                    | –              | 0              | –              | –              | –              | –              | –              | –              | 2              | 2              |
|                | Democraten 66 (D66)                           | 1              | 0              | –              | 2              | 1              | 1              | 1              | 2              | 2              | 1              |
|                | Partij van de Arbeid (PvdA)                   | 4              | 5              | 4              | 3              | 3              | 4              | 6              | 3              | 1              | –              |
|                | GroenLinks (GL)2                              | 1              | 0              | 1              | 1              | 1              | –              | –              | –              | 0              | –              |
|                | Liberaal Borne                                | –              | –              | –              | –              | 1              | 1              | 0              | –              | –              | –              |
| Totaal         | Totaal                                        | 17             | 17             | 19             | 19             | 19             | 19             | 19             | 19             | 19             | 19             |

1. Raadsleden Van den Berg (PvdA) en Velten (CDA) stapten eind 2010 uit hun respectievelijke fractie om daarna Borne-Nu te vormen.
2. In 1982 en 1986 nam de PPR, een van de voorlopers van GroenLinks, deel aan de verkiezingen

## Tweede Kamerverkiezingen
Borne is voor de Tweede Kamerverkiezingen ingedeeld bij de kieskring Zwolle. Bij de verkiezingen van 2012 kreeg de VVD in Borne de meeste stemmen.
| Partij | Partij                                        | Borne   | Borne  | Landelijk |
| Partij | Partij                                        | stemmen | %      | %         |
| ------ | --------------------------------------------- | ------- | ------ | --------- |
|        | Volkspartij voor Vrijheid en Democratie (VVD) | 3.255   | 25,07% | 26,58%    |
|        | Partij van de Arbeid (PvdA)                   | 3.156   | 24,31% | 24,84%    |
|        | Christen Democratisch Appèl (CDA)             | 2.433   | 18,73% | 8,51%     |
|        | Socialistische Partij (SP)                    | 1.345   | 10,36% | 9,65%     |
|        | Partij voor de Vrijheid (PVV)                 | 1.031   | 7,94%  | 10,08%    |
|        | Democraten 66 (D66)                           | 978     | 7,53%  | 8,03%     |
|        | 50PLUS                                        | 193     | 1,49%  | 1,88%     |
|        | GroenLinks                                    | 189     | 1,46%  | 2,33%     |
|        | ChristenUnie                                  | 159     | 1,22%  | 3,13%     |
|        | Partij voor de Dieren (PvdD)                  | 114     | 0,88%  | 1,93%     |
|        | Staatkundig Gereformeerde Partij (SGP)        | 17      | 0,13%  | 2,09%     |
|        | Overige                                       | 112     | 0,86%  | 0,94%     |